# Dumitrești (okręg Vrancea)
Dumitrești – wieś w Rumunii, w okręgu Vrancea, w gminie Dumitrești. W 2011 roku liczyła 514
mieszkańców